# 菅原大輔
菅原 大輔（すがわら だいすけ、1977年 - ）は、日本の建築家 。SUGAWARADAISUKE建築事務所とまちのリビングとカフェFUJIMI LOUNGEを主宰。世界3大デザイン賞iF Design Award（3作品同時）やアジアのグッドデザイン賞といわれるDFA award、日本建築学会作品選集新人賞や東京建築賞最優秀賞など、国内外30以上の受賞歴がある。
小さな公共空間をネットワーク下地域活性手法「micro public network」を提唱し、山梨県・港区・渋谷区で景観アアドバイザーも務めている。
また、コロナ時代に訪れる、全国総まちづくり時代を予見し、2020年5月17日にいち早く「stayhomeから、stayhometownへ」というキーワードを発表する。

## 経歴
1996年日本大学第一高等学校卒業。2000年日本大学理工学部建築学科卒業。2003年早稲田大学大学院理工学研究科修士課程修了。シーラカンスアンドアソシエイツや海外の事務所などを経て、2008年にSUGAWARADAISUKEを設立。早稲田大学、日本大学、東洋大学、法政大学で非常勤講師などを務める。

## 受賞歴
- 2019年　第45回東京建築賞・最優秀賞（作品：森の段床/主催：東京都建築士事務所協会）
- 2019年　2019年度都市景観大賞・特別賞（作品：山中湖村平野地区を中心とした、景観づくりの取り組み/主催：国土交通省）
- 2019年　 iF DESIGN AWARD 2019（作品：山中湖村平野バス待合所・観光案内所/主催：iF International Forum Design GmbH）/ Germany
- 2019年　 iF DESIGN AWARD 2019（作品：森の段床/主催：iF International Forum Design GmbH）/ Germany
- 2019年　 iF DESIGN AWARD 2019（作品：下タ町醸し室HIKOBE/主催：iF International Forum Design GmbH）/ Germany
- 2018年　第50回中部建築賞（作品：森の段床/主催：一般財団法人 東海建築センター）
- 2018年　Design for Asia Award 2018　Merit Award（作品：森の段床/主催：Hong Kong Design Centre）/ 香港
- 2018年　JCDデザインアワード2018　BEST100（作品：山中湖村平野バス待合所・観光案内所/主催：日本商環境設計家協会）/ 日本
- 2017年　2017年日本建築家協会優秀建築選　100選（作品：時の流れる家）/ 日本
- 2017年　第43回東京建築賞奨励賞（作品：時の流れる家/主催：東京都建築士事務所協会）/ 日本

- 2017年　日本建築学会作品選集2017 （作品：ゆたか幼稚園）
- 2017年　日本建築学会作品選集2017 （作品：時の流れる家）
- 2016年　KIDS DESIGN AWARD 2016  （作品：ゆたか幼稚園）
- 2015年　Dsign for Asia Award 2015　銅賞  （作品：ゆたか幼稚園）
- 2015年　2015 Architizer　A+Awards　Finalist  (作品：森のオフィス)
- 2015年　2015 Architizer　A+Awards　Finalist  (作品：陸前高田の仮設住宅)
- 2014年　Dsign for Asia Award 2014　銀賞  （作品：時の流れる家）
- 2014年　Dsign for Asia Award 2014　佳作  （作品：momom-イオン幕張新都心店）
- 2014年　日本大学理工学部学術賞　(日本建築学会作品賞新人賞受賞の業績)
- 2014年　2014年日本建築学会作品選集新人賞
- 2013年　日本の明日を創る50人選出（”Zoom Japon” special issue）／フランス
- 2013年　新世代の建築家18組（主催：新建築社）
- 2012年　第44回中部建築賞
- 2012年　JCDデザインアワード2012　銀賞
- 2011年　JCDデザインアワード2011　銀賞
- 2011年　JCDデザインアワード2011　BEST100
- 2010年　150人著名人のチリ・ハイチ大地震復興支援Tシャツ
- 2009年　JCDデザインアワード2009　BEST100

## ARCHITECTURE
| 竣工年 | 名称                                      | 所在地 | 国   | 備考 |
| ------ | ----------------------------------------- | ------ | ---- | ---- |
| 2014   | 時の流れる家                              | 東京   | 日本 |      |
| 2013   | 牧場創菓momom - 幕張新都心店              | 千葉   | 日本 |      |
| 2013   | TRATTORIA KAWANABE                        | 東京   | 日本 |      |
| 2013   | 石切の家                                  | 大阪   | 日本 |      |
| 2011   | 陸前高田市の仮設住宅団地                  | 岩手   | 日本 |      |
| 2011   | 森のオフィス                              | 三重   | 日本 |      |
| 2011   | 切通しの家                                | 千葉   | 日本 |      |
| 2011   | CELL + fabric/wood 01 : fabric            | 東京   | 日本 |      |
| 2011   | CELL + fabric/wood 02 : wood              | 東京   | 日本 |      |
| 2010   | ニコニコショップ / Nico Nico Shop         | 東京   | 日本 |      |
| 2008   | 耐震デザインリフォーム-地形的空間「Flow」 | 東京   | 日本 |      |

| \| 年 \| 名称 \| 所在地 \| 国 \| 備考 \| \| ---- \| ----------------------------------- \| ------ \| ---- \| ---- \| \| 2014 \| TRATTORIA KAWANABE \| 東京 \| 日本 \| \| \| 2014 \| りく✕トモ -陸前高田灯すプロジェクト \| 岩手 \| 日本 \| \| \| 2014 \| GROUNDSCAPE paper (free paper) \| 東京 \| 日本 \| \| \| 2011 \| 金森製袋紙工株式会社 \| 東京 \| 日本 \| \| \| 2009 \| 恵比寿から経営をデザインする会 \| 東京 \| 日本 \| \| - 『住宅特集』2014年8月号、新建築社 - 『新建築』2012年12月号、新建築社 - SUGAWARADAISUKE (official site) |                                     |        |      |      |
| 年 | 名称                                | 所在地 | 国   | 備考 |
| 2014 | TRATTORIA KAWANABE                  | 東京   | 日本 |      |
| 2014 | りく✕トモ -陸前高田灯すプロジェクト | 岩手   | 日本 |      |
| 2014 | GROUNDSCAPE paper (free paper)      | 東京   | 日本 |      |
| 2011 | 金森製袋紙工株式会社                | 東京   | 日本 |      |
| 2009 | 恵比寿から経営をデザインする会      | 東京   | 日本 |      |

| 年   | 名称                                | 所在地 | 国   | 備考 |
| ---- | ----------------------------------- | ------ | ---- | ---- |
| 2014 | TRATTORIA KAWANABE                  | 東京   | 日本 |      |
| 2014 | りく✕トモ -陸前高田灯すプロジェクト | 岩手   | 日本 |      |
| 2014 | GROUNDSCAPE paper (free paper)      | 東京   | 日本 |      |
| 2011 | 金森製袋紙工株式会社                | 東京   | 日本 |      |
| 2009 | 恵比寿から経営をデザインする会      | 東京   | 日本 |      |